# パナソニック テクニカルサービス
パナソニック テクニカルサービス株式会社（Panasonic Technical Services Co., Ltd.）は、かつて存在した一般家電や業務用電気機械器具の修理・設置工事・保守・メンテナンスを行うパナソニックグループの企業。

## 概要
一般家庭の電気機械器具（AV機器、白物家電など主に松下グループ製品）および業務用の電気機械器具の設置工事、修理、保守、メンテナンス、一部の消耗部品販売等を行う企業「松下テクニカルサービス株式会社」として2007年4月に設立。国内各地域の「松下テクニカルサービス株式会社」を経営統合させての設立である。
2008年、「松下電器産業株式会社」が社名を「パナソニック株式会社」に変更し、白物家電に使われてきた「ナショナル」ブランドを全廃して「パナソニック」ブランドに統合。それに伴い「松下テクニカルサービス株式会社」も社名を変更した。
2013年4月、パナソニック コンシューマーマーケティング株式会社と合併、存続会社はパナソニック コンシューマーマーケティング株式会社となり、パナソニック テクニカルサービス株式会社は消滅。
修理依頼のパナソニック製品が入ってきたパナソニックショップ各店や量販店に補修用性能部品を供給する他、点検・修理依頼のあった事業所へも出向き、業務用として使われている各種パナソニック製品の修理・保守点検等を行っていた。

## 営業車の車種
主に軽ワゴン車（ダイハツ・ハイゼットなど）が用いられており、修理に用いる様々な工具や補修部品等が積み込まれている。車体には白地に青で「Panasonic」と（側面に）、後面トランクドア部には「パナソニック テクニカルサービス」と各々印字していた。

## 各地域社
北海道社
〒004-0022 北海道札幌市厚別区厚別南2丁目17番7号
- 拠点 12箇所

東北社
〒983-0034 宮城県仙台市宮城野区扇町7丁目4番18号
- 拠点 5県14箇所（山形県は除く。山形パナソニックが担当）

首都圏社
〒140-0002 東京都品川区東品川1丁目39番9号 カナルサイドビル8階
- 拠点 1都8県34箇所

中部社
〒467-0842 名古屋市瑞穂区妙音通4丁目40番地 ソプレイ新瑞ビル7Ｆ
- 拠点 8県22箇所

近畿社
〒571-8504 大阪府門真市松生町1番15号 25号棟
- 拠点 2府4県15箇所

中四国社
〒700-0971 岡山県岡山市北区野田3丁目20番地14号
- 拠点 7県14箇所（鳥取県、島根県は除く。山陰パナソニックが担当）

九州社
〒816-0811 福岡県春日市春日公園3丁目48番地
- 拠点 7県21箇所

沖縄県はパナソニック コンシューマーマーケティング沖縄が担当。

## 関連企業
- パナソニックコンシューマーマーケティング（PCMC）
  - パナソニックショップ（パナソニック製品取次店）